# 史各庄镇 (天津市)
史各庄镇，是中华人民共和国天津市宝坻区下辖的一个乡镇级行政单位。

## 行政区划
史各庄镇下辖以下地区：
史各庄村、东马各庄村、西马各庄村、褚庄村、卫国庄村、彪家店村、张贾庄村、大刘辛庄村、马于庄村、郭杨各庄村、前何辛庄村、后何辛庄村、黄家集村、杨辛庄村、曹辛庄村、西李庄村、尚庄村、窦家桥村、陈甫村、朱孔庄村、朱孙庄村、朱刘庄村、朱杨庄村、朱方庄村、朱楼下村和宋辛庄村。